# Treindienstregeling 2022 in Nederland
De dienstregeling 2022 van de spoorvervoerders in Nederland geldt vanaf zondag 12 december 2021 tot en met zaterdag 10 december 2022.

## Wijzigingen westelijk Randstad
- Tussen Rotterdam Centraal - Den Haag HS - Leiden Centraal - Schiphol Airport rijden op werkdagen 2 extra Intercity's per uur. Hierdoor zijn er op dit traject 6 Intercity's per uur, waarvan er bij 2 overgestapt moet worden in Leiden Centraal.
- Tussen Rotterdam Centraal en Dordrecht rijden op werkdagen 2 extra Sprinters. Hierdoor rijden er op dit traject 6 Sprinters per uur. In het weekend blijven er 2 Sprinters per uur rijden.
- De Sprinter Hoorn Kersenboogerd - Zaandam - Schiphol Airport - Leiden Centraal zal op werkdagen, met uitzondering van de avonduren doorrijden naar Den Haag Centraal. Tijdens de spits in de spitsrichting heeft deze Sprinter een langere wachttijd op station Zaandam. In de avonduren en in het weekend zal deze Sprinter niet meer verder rijden dan station Hoofddorp.
- De Sprinter (Zwolle -) Amsterdam Centraal - Schiphol Airport - Den Haag Centraal rijdt op werkdagen overdag niet meer tussen Leiden Centraal en Den Haag Centraal. In de avonduren en in het weekend, wanneer de Sprinter Hoorn Kersenboogerd -  Den Haag Centraal niet rijdt, rijdt de Sprinter uit Amsterdam Centraal wel door naar Den Haag Centraal.
- De tijden van de Sprinters Amsterdam Centraal - Zandvoort aan Zee en Amsterdam Centraal - Haarlem - Alkmaar - Hoorn zijn omgedraaid. Hierdoor hebben reizigers vanuit Alkmaar in Hoorn een betere aansluiting op de trein naar Enkhuizen.
- De spitsintercity's Alkmaar - Haarlem zullen tijdens beide spitsperiodes in beide richtingen rijden in plaats van enkel in de spitsrichting.
- Tussen Enkhuizen en Amsterdam Centraal en tussen Den Helder, Schagen en Alkmaar vervallen een aantal ritten tijdens de spits.
- Tussen Uitgeest en Amsterdam Centraal en verder richting Breukelen rijden in het weekend voortaan ook 4 Sprinters per uur.

## Wijzigingen oostelijk Randstad
- Tussen Schiphol Airport - Utrecht Centraal - Arnhem Centraal rijden op werkdagen 2 extra Intercity's per uur. Hierdoor zijn er op deze verbinding 6 Intercity's per uur, waarvan er bij 2 overgestapt moet worden in Utrecht Centraal.
  - De Intercity serie 3100 Schiphol Airport - Nijmegen stopt niet meer in Driebergen-Zeist. In de avonduren en in het weekend wordt er wel gestopt in Veenendaal-De Klomp. Op werkdagen rijdt deze Intercity non-stop tussen Utrecht Centraal en Ede-Wageningen.
  - De Intercity serie 3000 Den Helder - Nijmegen stopt voortaan altijd in Driebergen-Zeist en zal alleen nog in Veenendaal-De Klomp stoppen wanneer serie 3100 niet rijdt.
  - De nieuwe Intercity serie 3200 Rotterdam Centraal - Schiphol Airport - Arnhem Centraal rijdt alleen op werkdagen overdag en stopt hierbij onderweg in Veenendaal-De Klomp.

- Tussen Breukelen en Driebergen-Zeist rijden elke dag 4 Sprinters per uur in plaats van 2. Hierbij rijden de Sprinters die uit Uitgeest komen niet meer verder dan Driebergen-Zeist en in de spits Veenendaal Centrum. De Sprinters die beginnen in Breukelen rijden door naar Rhenen.
- De Intercity Leiden Centraal - Utrecht Centraal wordt met Sprintermaterieel gereden en rijdt na Utrecht Centraal door als Sprinter naar 's-Hertogenbosch.
- De spits-Sprinters Leiden Centraal - Alphen aan den Rijn rijden in een brede spits door naar Utrecht Centraal en Houten Castellum.

## Overig Nederland
- Tussen Vlissingen en Roosendaal rijdt op de werkdagen 1 keer per uur een Sprinter. Hierdoor zal 1 keer per uur de Intercity Vlissingen - Amsterdam Centraal versneld rijden en enkel tussen Vlissingen en Roosendaal stoppen in Middelburg, Goes, Bergen op Zoom en Roosendaal. De andere Intercity per uur tussen Vlissingen en Amsterdam Centraal zal wel op alle stations blijven stoppen. In het weekend en in de avonduren zal de Sprinter niet rijden en zullen beide Intercity's op alle stations stoppen. Door deze verandering komen de aparte spits-intercity's te vervallen.
- Alle treinen van Arriva, Breng en Connexxion die nog geen lijnnummer hebben, krijgen een lijnnummer, in navolging van de al eerder ingevoerde lijnnummers in Limburg, Friesland en Groningen.
- Op werkdagen blijven langer 2 treinen per uur rijden tussen Zutphen en Winterswijk en tussen Elst en Tiel.
- Op zaterdag rijdt tot 21:00 uur 2 keer per uur een trein tussen Arnhem Centraal en Winterswijk. Voorheen reden er enkele treinen niet het gehele traject.
- In het weekend rijden er in de ochtend meer treinen tussen Apeldoorn en Zutphen.
- Van 10 januari 2022 t/m 4 september 2022 vervallen in de daluren 6 retourritten van de stoptrein tussen Nijmegen en Venray. Het betreft de ritten met vertrek uit Nijmegen tussen 10:00 en 13:00 uur en met vertrek uit Venray tussen 11:00 en 14:00 uur. Reizigers houden in plaats van 4x/uur nog 2x/uur een reismogelijkheid met de stoptrein tussen Nijmegen en Roermond.

## Internationaal
- De paar ritten van de Intercity Amsterdam Centraal/Den Haag HS - Brussel-Zuid die in Den Haag HS begonnen/eindigden zullen in Amsterdam Centraal beginnen en eindigen.
- Tussen Amsterdam Centraal en Zürich Hauptbahnhof rijdt 1 keer per dag een nachttrein. Tussen Nederland en Basel SBB is deze nachttrein ook te gebruiken als Intercity.
- Afhankelijk van de coronacrisis zullen naar schatting vanaf maart 2022 weer enkele Thalystreinen naar Marne-la-Vallée - Chessy rijden.
- De stoptrein tussen Roosendaal en Antwerpen-Centraal - Puurs (in België de S32) verschuift een half uur, waardoor de eerste trein een half uur eerder en de laatste trein een half uur later uit Roosendaal vertrekt. De vertrektijden zijn hiermee gedurende de week en het weekend weer gelijk.

## Latere wijzigingen

### Corona
- Vanaf 20 december 2021 vervallen op een aantal trajecten tijdelijk de spitstreinen en/of nachttreinen vanwege het teruglopende aantal reizigers ten gevolge van nieuwe coronamaatregelen.[1]

## Bron
- Treinenweb: nieuwe dienstregeling ingegaan
- NMBS: Overzicht van de voornaamste nieuwigheden van het vervoersplan

1970 
· 2007-2009
(2008 
· 2009)
· 2010 
· 2011 
· 2012
· 2013
· 2014
· 2015
· 2016
· 2017
· 2018
· 2019
· 2020
· 2021
· 2022